# Dietrich Stoyan
Dietrich Kurt Stoyan (* 26. November 1940 in Berlin-Lichterfelde) ist ein deutscher Mathematiker.
Er wirkte von 1976 bis 1990 als Dozent und von 1990 bis 2006 als Professor für Angewandte Stochastik an der Bergakademie Freiberg und während dieser Zeit von 1991 bis 1997 als Rektor der Hochschule. 
Stoyan forschte insbesondere in den Bereichen Warteschlangentheorie, stochastische Geometrie und räumliche Statistik. 

## Leben
Dietrich Stoyan wurde 1940 in Berlin-Lichterfelde geboren und absolvierte von 1959 bis 1964 ein Studium der Mathematik an der Technischen Hochschule Dresden. Anschließend wirkte er bis 1975 als wissenschaftlicher Mitarbeiter am Deutschen Brennstoffinstitut in Freiberg. Während dieser Zeit erlangte er 1967 an der Bergakademie Freiberg die Promotion zum Dr.-Ing. und acht Jahre später die Habilitation (Dissertation B). Ab 1976 wirkte er an der Bergakademie Freiberg als Dozent sowie von 1990 bis 2006 als Professor für Angewandte Stochastik. Von 1991 bis 1997 fungierte er als Rektor der Universität. 
Schwerpunkte der Forschung von Dietrich Stoyan waren die Warteschlangentheorie, die stochastische Geometrie und die räumliche Statistik. Seit seiner Emeritierung widmet er sich der Geschichte der TU Bergakademie Freiberg, er setzte aber auch die mathematische Forschung fort, zum Beispiel auf dem Gebiet der Partikelstatistik.
Er ist der Bruder des Informatikers Herbert Stoyan und des Mathematikers Gisbert Stoyan. Seine engste wissenschaftliche Mitarbeiterin ist seine Frau Helga, geb. Ringel; auch seine Tochter Irene Rothe geb. Stoyan ist Mathematikerin.

## Auszeichnungen
Dietrich Stoyan war ab Juni 1990 korrespondierendes Mitglied der Akademie der Wissenschaften der DDR und gehört seit 1992 der Academia Europaea, seit 2000 der Berlin-Brandenburgischen Akademie der Wissenschaften und seit 2002 der Deutschen Akademie der Naturforscher Leopoldina an.  Die Technische Universität Dresden (2001) und die Universität Jyväskylä (2004) verliehen ihm einen Ehrendoktortitel. Von der Bergakademie Freiberg wurde er 1997 mit der Universitätsmedaille und ein Jahr später mit der Ehrensenatorwürde geehrt. Er ist Fellow of the Institute of Mathematical Statistics seit 1997.

## Schriften (Auswahl)
- Mit Helga Stoyan: Mathematische Methoden in der Operationsforschung : Fördertechnik, Bergbau, Transportwesen. Deutscher Verlag für Grundstoffindustrie Leipzig, 1971
- Mit Alfred Müller: Comparison methods for stochastic models and risks. J. Wiley, Chichester 2002, ISBN 978-0-471-49446-1
- Mit Wilfrid S. Kendall und Joseph Mecke: Stochastic Geometry and its Applications. Wiley, Chichester 1987, ISBN 3-05-500032-3, 2. Auflage 1995, 3. Auflage 2013, mit Sung Nok Chiu, ISBN 978-0-470-66481-0
- Mit Janine Illian, Antti K. Penttinen und Helga Stoyan: Statistical Analysis and Modelling of Spatial Point Patterns. Wiley, Chichester. 2008, ISBN 978-0-470-01491-2 (Link)
- Mit Antti K. Penttinen: Recent Applications of Point Processes in Forestry Statistics. In: Statistical Science 15 (2000), 61-78 (Link)
- Mit Sung Nok Chiu: Statistics did not prove that the Huanan Seafood Wholesale Market was the early epicentre of the COVID-19 pandemic. In: Journal of the Royal Statistical Society Series A: Statistics in Society, 2024; qnad139.(Link)